# Sphindus americanus
Sphindus americanus is een keversoort uit de familie slijmzwamkevers (Sphindidae). De wetenschappelijke naam van de soort werd in 1866 gepubliceerd door John Lawrence LeConte.